# Malinska
 Malinska  (olaszul: Malinsca) falu Horvátországban Tengermellék-Hegyvidék megyében. Közigazgatásilag Malinska-Dubašnica községhez tartozik.

## Fekvése
A Krk északnyugati részén, a tengerparton, egy tágas öböl partján fekszik. A szigetnek ezt a részét, ahova Malinska és a környező húsz település is tartozik, Dubašnicának hívják. A Dubašljanski-öböl fekvésénél fogva védett a hideg szelektől. A kevés csapadék mellett az évi napsütéses napok száma 260 körüli.

## Története
Malinska története a 15. században kezdődött, amikor felépült az a malom (melin, malin), melyről a település a nevét kapta. Krk szigetét 1480-ig Velence vazallusaiként a Frangepánok igazgatták. Érdemes megemlíteni, hogy Dubašnica volt a Krk-sziget egyetlen része, ahol ebben a korban városi település nem alakult ki. Ezt a vidéket egykor nagy kiterjedésű erdők és köztük legelők borították, az újonnan érkező lakosság azonban fokozatosan szántókká változtatta. Dubašnica egykori központja Bogovići volt, mely mára már egészen egybeolvadt Malinskával. A sziget 1480-tól közvetlenül a Velencei Köztársasághoz tartozott. A 18. századra már kialakult Porat kikötője és maga Malinska is a sziget egyik jelentős kikötőjévé fejlődött, ahonnan fát, mezőgazdasági termékeket, húst és olajat szállítottak a kereskedelmi hajók. Az első házak 1788-ban és 1795-ben épültek a településen, de egészen a 19. század végéig lényegében kis falu maradt. A napóleoni háborúk egyik következménye a 18. század végén a Velencei Köztársaság megszűnése volt. Napóleon bukása után Krk is osztrák kézre került, majd a 19. század folyamán osztrák uralom alatt állt. 1867-től 1918-ig az Osztrák-Magyar Monarchia része volt. 1857-ben 103, 1910-ben 222 lakosa volt.
Malinska fejlődése az 1880-as években az első turistahajók érkezésével indult meg. Kezdetben csak a vadászati turizmus indult meg, majd a 20. század elején az egészségturizmus és a fürdőélet is fejlődött. Ez a lakosság számának növekedésében is megmutatkozott. Az Osztrák–Magyar Monarchia bukását rövid olasz uralom követte, majd a település a Szerb–Horvát–Szlovén Királyság része lett. A második világháború idején előbb olasz, majd német csapatok szállták meg. A háborút követően újra Jugoszlávia, majd az önálló horvát állam része lett. A fejlődés csúcspontját az 1970-es évek jelentették, amikor megépült Haludovo üdülőtelep. Amikor 1971-ben az építkezés befejeződött, a Kelet-Adria legexkluzívabb üdülőhelye lett. Haludovón játékterem is működött, mely egész évben valósággal vonzotta a gazdag turistákat, és bár nem vált második Monte Carlóvá, egészen az 1990-es években történt privatizációig jól működött. Ma az intézmény nagy gondokkal küzd és egy része üresen áll. Malinskának 2011-ben 965 lakosa volt.

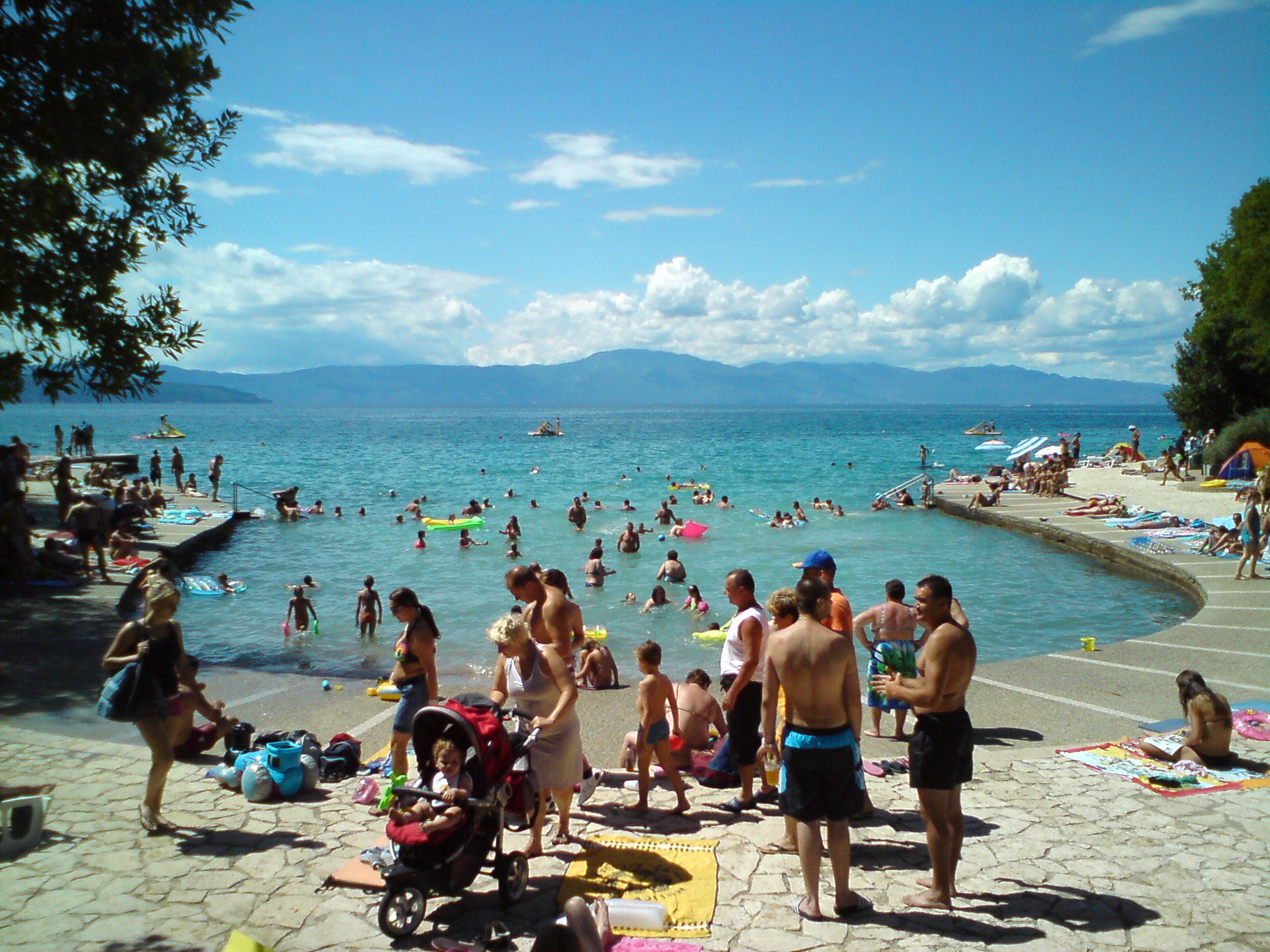
Haludovo strandja

## Nevezetességei
Mivel Malinska viszonylag újabb település, történeti emléke nincsen. Minden évben megrendezik a hagyományos Malinskai estéket és hagyományosan megünneplik a község védőszentjének, Szent Apollóniának a napját is.

## Lakosság
| Lakosság változása | Lakosság változása | Lakosság változása | Lakosság változása | Lakosság változása | Lakosság változása | Lakosság változása | Lakosság változása | Lakosság változása | Lakosság változása | Lakosság változása | Lakosság változása | Lakosság változása | Lakosság változása | Lakosság változása | Lakosság változása |
| ------------------ | ------------------ | ------------------ | ------------------ | ------------------ | ------------------ | ------------------ | ------------------ | ------------------ | ------------------ | ------------------ | ------------------ | ------------------ | ------------------ | ------------------ | ------------------ |
| 1857               | 1869               | 1880               | 1890               | 1900               | 1910               | 1921               | 1931               | 1948               | 1953               | 1961               | 1971               | 1981               | 1991               | 2001               | 2011               |
| 103                | 113                | 142                | 173                | 204                | 222                | 248                | 315                | 290                | 319                | 326                | 392                | 700                | 999                | 607                | 965                |